# Exochus ventralis
Exochus ventralis là một loài tò vò trong họ Ichneumonidae.